# 常夏娘
《常夏娘》（熱帶姑娘），是日本女歌手小泉今日子的第14張單曲。1985年4月10日發行。

## 簡介
單曲發行後，連續兩週取得Oricon公信榜冠軍，至此小泉連續五張單曲成為Oricon冠軍單曲。總銷量達26.7萬張，是1985年度日本單曲銷量第33位。
由於大熱偶像中森明菜在《常夏娘》之前發片，所以在《The Best Ten》最高只能排行第4位，是《The Best Ten》年榜的第48位。
是小泉的一首經典夏季歌曲。在MUSIC STATION歷年舉辦的「夏天最想听的歌曲評選」中常年入選。
1991年和另一首單曲《學園天國》8cm CD化再發售。

## 收錄曲目
1. 常夏娘
  - 作詞：緑一二三；作曲：幸耕平；編曲：矢野立美
2. 哀愁小町
  - 作詞：松本隆；作曲：馬飼野康二；編曲：馬飼野康二

### 學園天國／常夏娘
1. 學園天國
2. 常夏娘
3. 學園天國（Karaoke）
4. 常夏娘（Karaoke）

## 外部連結
- 學園天國／常夏娘 唱片介紹 （页面存档备份，存于）